# Kashinath Naik
Kashinath Naik (* 12. Mai 1983 in Sirsi, Karnataka) ist ein ehemaliger indischer Leichtathlet, der sich auf den Speerwurf spezialisiert hat.

## Sportliche Laufbahn
Erste internationale Erfahrungen sammelte Kashinath Naik im Jahr 2009, als er bei den Asienmeisterschaften in Guangzhou mit einer Weite von 73,38 m den sechsten Platz belegte. Im Jahr darauf siegte er bei den Südasienspielen in Dhaka und siegte dort mit 74,27 m und sicherte sich später im Oktober bei den Commonwealth Games in Neu-Delhi mit 74,29 m die Silbermedaille hinter dem Australier Jarrod Bannister und Stuart Farquhar aus Neuseeland. Anschließend startete er bei den Asienspielen in Guangzhou und wurde dort mit 73,96 m Achter. 2011 gelangte er bei den Militärweltspielen in Rio de Janeiro mit 74,17 m auf Rang vier und beendete anschließend in Kalkutta seine aktive sportliche Karriere im Alter von 30 Jahren.
2005 wurde Naik indischer Meister im Speerwurf.